# 541571 Schulekfrigyes
541571 Schulekfrigyes è un asteroide della fascia principale. Scoperto nel 2011, presenta un'orbita caratterizzata da un semiasse maggiore pari a 2,5744063 au e da un'eccentricità di 0,0406933, inclinata di 13,71597° rispetto all'eclittica.